# Гирбовецу-де-Жос
Гирбовецу-де-Жос (рум. Gârbovățu de Jos) — село у повіті Мехедінць в Румунії. Входить до складу комуни Коркова.
Село розташоване на відстані 246 км на захід від Бухареста, 28 км на схід від Дробета-Турну-Северина, 77 км на північний захід від Крайови.

## Населення
За даними перепису населення 2002 року у селі проживали 552 особи, усі — румуни. Усі жителі села рідною мовою назвали румунську.